# Венчање принца Вилијама и Кетрин Мидлтон
Венчање принца Вилијама и Кетрин Мидлтон је обављено у петак 29. априла 2011. године у Вестминстерској опатији у Лондону. Принц Вилијам од Велса је упознао Кетрин Мидлтон 2001. године, када су обоје студирали на Универзитету Сент Андрејс. Верили су се 20. октобра 2010, а веридба је објављена 16. новембра исте године.
Припреме за венчање и само венчање су привукли велику медијску пажњу, а церемонију венчања су уживо преносиле телевизије широм света, уз навођење сличности и разлика у односу на венчање Вилијамових родитеља, Чарлса, принца од Велса и леди Дајане Спенсер (1981).
Пажњу је привукло и то што Кетрин Мидлтон потиче из грађанске породице, односно није аристократског порекла. Пред венчање, краљица Елизабета II је свом унуку Вилијаму доделила титуле војвода од Кембриџа, гроф од Стратхорна и барон од Карикфергуса. Тако је Кетрин Мидлтон, удајом за принца Вилијама, постала „Њено краљевско височанство војвоткиња од Кембриџа“, али не и принцеза.
Пошто Вилијам није наследник престола, венчање није у потпуности било државна церемонија, тако да су младенци могли сами да одлуче о многим детаљима свог венчања, укључујући и већи део списка званица, који је бројао око 1.900 људи. Ипак, тај дан је био нерадан у Уједињеном Краљевству, а венчање је у великој мери било церемонијалног карактера. Венчању је присуствовала краљевска породица, као и велики број представника страних династија, дипломата и других гостију које су лично одабрали младенци.
Кетрин Мидлтон је на венчању носила белу венчаницу са шлепом дугим 270 центиметара, коју је креирала Британка Сара Бартон, а имала је и тијару коју јој је позајмила краљица Елизабета II. Принц Вилијам је носио своју униформу почасног чина пуковника Ирске гарде. Вилијамов кум је био његов брат принц Хари, а деверуша је била младина сестра Пипа Мидлтон. Церемонија венчања је почела у 11 часова. Декан Вестминстерске опатије Џон Роберт Хол је служио мису, кентерберијски надбискуп Роуан Вилијамс је водио саму церемонију венчања, а лондонски бискуп Ричард Чартрес је одржао проповед. Читао је младин брат Џејмс Мидлтон. После церемоније, управо венчани пар се уз пратњу превезао кочијама до Бакингемске палате, одакле су по традицији младенци и краљевска породица са балкона поздравили масу људи која се окупила тим поводом. Догађај је завршен надлетањем краљевске авијације над Бакингемском палатом. Мало касније је принц Вилијам у очевом аутомобилу марке Астон Мартин ДБ6 одвезао војвоткињу Кетрин, након што су принц Хари и Џејмс Мидлтон украсили аутомобил регистарским таблицама на којима је писало „JU5T WED“ (управо венчани).